# Richtgröße (Arzneimittel)
Die Richtgröße für Arznei- und Verbandmittel ist ein Begriff aus dem Vertragsrecht für Kassenärzte in Deutschland und dient der Wirtschaftlichkeitsprüfung bei der Verordnung von Arzneimitteln, Verbandmitteln und von Heilmitteln.

## Gesetzliche Grundlage
Krankenkassen und Kassenärztliche Vereinigungen als Vertragspartner vereinbaren jeweils individuell gemäß KV-Bereich gemäß § 84 Abs. 6 und 8 SGB V arztgruppenspezifische fallbezogene Richtgrößen als Durchschnittswerte. Dadurch wird für die Krankenkassen bezüglich der Arzneimittelkosten ihrer Versicherten Planungssicherheit gewährleistet, da das Risiko durch steigende Kosten so beim verordnenden Arzt liegt. Die Werte für die Richtgrößen sind heruntergerechnete Werte für Arznei- und Verbandmittel einerseits sowie für Heilmittel andererseits, die auf den einzelnen Arzt heruntergerechnet wurden. Es handelt sich um die Verordnungsdurchschnitte seiner Fachgruppe je Quartal. Die Werte für Mitglieder und Familienangehörige sowie für Rentner werden dabei getrennt ermittelt. Als Richtgrößen gelten  zwar Quartalswerte, ihre Prüfungen erfolgen jedoch bezogen auf ein Kalenderjahr.

## Definition
Richtgrößen sind Durchschnittsgrößen für die Obergrenze von Arzneimittelausgaben je Patient und Kalenderjahr. Sie stellen für den Kassenarzt keine absolute Ausgabengrenze für das laufende Jahr dar. Je mehr Patienten er hat, umso höher ist das Volumen. Richtgrößen sind somit keine begrenzenden Beträge für die Versorgung einzelner Patienten, sondern ein überdurchschnittlicher Verbrauch bei einem Patienten kann durch unterdurchschnittlichen Verbrauch bei einem anderen Patienten ausgeglichen werden.

## Facharztgruppen ohne Richtgrößen
Für Facharztgruppen, für die keine Richtgrößen vereinbart wurden, wird die Einhaltung des Wirtschaftlichkeitsgebotes und der Heilmittel-Richtlinie durch die in der Prüfvereinbarung geregelten Prüfverfahren geprüft. Für Berufsausübungsgemeinschaften und Medizinische Versorgungszentren erfolgt die Fallzählung zur Ermittlung des Richtgrößenvolumens auf der Basis der vertretenen Richtgrößenvergleichsgruppen.

## Überschreitungen der Richtgrößen
Überschreitet ein Vertragsarzt sein Richtgrößenvolumen um mehr als 15 Prozent, leitet die zuständige Prüfungsstelle ein Prüfverfahren ein. Eine mehr als 25-prozentige Überschreitung kann einen Regress nach sich ziehen. Haben Krankenkassen und KV sogenannte Praxisbesonderheiten vereinbart, werden diese bei der Prüfung berücksichtigt. 